# Arnoldo Penzkofer
Arnoldo Penzkofer Liersch (Encarnación, 1959 – 16 novembre 2008) è stato un cestista paraguaiano.

## Carriera
Con il Paraguay ha disputato i Campionati americani del 1989.